# Kineska plaža
Kineska plaža (eng. China Beach), američka dramska serija. Radnja se odvija u američkoj vojnoj bolnici tijekom Vijetnamskog rata i uglavnom je gledana kroz oči žena koje su tu služile. Ime serije odnosi se na plažu u Da Nangu koju su nepoznati stranci nazvali "Kineska plaža".
Izvorno se emitirala na televizijskoj postaji ABC od 1988. do 1991. (četiri sezone).

## Uloge
- Dana Delany - Poručnica (kasnije satnica) Colleen McMurphy: katolkinja iz Kansasa, medicinska sestra u 510. Evakuacijskoj Bolnici kasnih 1960-ih. Spoj više stvarnih osoba, njen lik predstavlja dobrotu, hrabrost i žrtvu tijekom rata, te teške emocionalne posljedice koje je neborbeno osoblje pretrpjelo zbog istoga.
- Nan Woods - Cherry White: mlada i naivna volonterka Crvenog križa. U Vijetnam je došla kako bi pronašla svog brata koji je nestao. Pogiba tijekom neprijateljske ofenzive Tet.
- Michael Boatman - SP4 Samuel Beckett: zadužen za čišćenje i otpremanje mrtvaca. Zbog naravi svog posla nepopularan među ostalima u bazi.
- Marg Helgenberger - Karen Charlene "K.C." Koloski: cinična "povremena" prostitutka koja dolazi u Vijetnam zbog osobne dobiti.
- Robert Picardo - satnik Dick Richard: glavni kirurg i ženskar.
- Tim Ryan - satnik Bartholomew "Natch" Austen: borbeni pilot i McMurphyna simpatija.
- Concetta Tomei - bojnica Lila Garreau: veteranka Drugog svjetskog rata.
- Brian Wimmer - desetar Boonie Lanier: čuvar plaže i voditelj kluba Jet Set.
- Jeff Kober - vodnik Evan "Dodger" Winslow: marinac koji se bori samo da druge iz svoje postrojbe održi na životu. Tihi tip zatvoren za većinu ljudi. Prijateljuje s Booniem, McMurphy i Cherry.
- Chloe Webb - Laurette Barber: pjevačica kojoj je cilj postati slavnom.
- Megan Gallagher - Wayloo Marie Holmes: reporterka oružanih snaga koja se nada ozbiljnoj karijeri.
- Nancy Giles - Frankie Bunsen: vojnikinja zadužena za vozni park Kineske plaže.
- Ned Vaughn - desetar Jeff Hyers: terenski liječnik. Pogiba tijekom rutinske ophodnje.
- Troy Evans - stožerni narednik Bob Pepper: veteran Drugog svjetskog rata, zapovjednik voznog parka.
- Ricki Lake - Holly Pelegrino: volonterka Crvenog križa.

## Glazba
- Katrina and the Waves i Eric Burdon za ovu su seriju 1990. godine snimili pjesmu "We Gotta Get Out of This Place".